# Керкінтіллох
Керкінті́ллох (англ. Kirkintilloch, шотл. гел. Cathair Cheann Tulach) — місто в центрі Шотландії, адміністративний центр області Східний Данбартоншир.
Населення міста становить 19 360 осіб (2006).